# Obieg Braytona-Joule’a

Rzeczywisty i teoretyczny obieg Braytona-Joule’a na wykresie T-s. Linią przerywaną zaznaczone są przemiany rzeczywiste.

Obieg Braytona-Joule’a jest obiegiem porównawczym turbin gazowych. Składa się on z następujących przemian:
- 1-2 – sprężanie adiabatyczne, bez strat, czyli reprezentowane przez adiabatę odwracalną, będącą jednocześnie izentropą,
- 2-3 – izobaryczne dostarczenie ciepła (w układach rzeczywistych realizowane zwykle przez spalanie wewnętrzne paliwa),
- 3-4 – rozprężanie adiabatyczne, bez strat, czyli odwracalne i jednocześnie izentropowe,
- 4-1 – izobaryczne chłodzenie (w układach rzeczywistych realizowane zwykle poprzez wydalenie gorącego czynnika po rozprężeniu w turbinie i zassanie zimnego powietrza z otoczenia).

Teoretyczna sprawność obiegu wynosi:
{\displaystyle \eta _{th}=1-{\frac {T_{4}-T_{1}}{T_{3}-T_{2}}}=1-{\frac {T_{1}}{T_{2}}}=1-\left({\frac {p_{1}}{p_{2}}}\right)^{\frac {\kappa -1}{\kappa }}=1-{\frac {T_{4}}{T_{3}}}.}
Maksymalna temperatura obiegu (T3) w przypadku rzeczywistym ograniczana jest od góry przez własności materiałów, z których wykonywane są pierwsze stopnie turbiny (żaroodporność, żarowytrzymałość).
Obieg rzeczywisty turbiny gazowej różni się od porównawczego występowaniem strat. Straty te to tarcie wewnętrzne w procesach sprężania i rozprężania, oraz straty ciśnienia w procesach ogrzewania i chłodzenia czynnika.
W celu podniesienia sprawności obiegu Braytona-Joule’a wprowadza się regenerację ciepła (podgrzewanie sprężonego powietrza przed komorą spalania przez gorące spaliny), międzystopniowe chłodzenie (chłodzenie powietrza między dwoma stopniami sprężarki) i/lub dwustopniowe rozprężanie z przegrzewem wtórnym. Możliwe jest również wykorzystanie ciepła spalin z punktu 4 do produkcji pary zasilającej turbinę parową (por. układ gazowo-parowy, który może osiągać sprawność rzędu 60%).
Większość (ok. 2/3) mocy produkowanej przez turbinę zużywane jest na napęd sprężarki, co jest przyczyną stosunkowo niskiej sprawności obiegu w konfiguracji prostej.